# Rodong Sinmun
Koordinaten: 39° 0′ 47″ N, 125° 44′ 54″ ORodong Sinmun („Arbeiterzeitung“) ist eine nordkoreanische Zeitung und das Organ des Zentralkomitees der Partei der Arbeit Koreas. Sie wird von der Rodong Nachrichtenagentur herausgegeben und ist die meistgelesene Zeitung Nordkoreas. Die erste Ausgabe erschien am 1. November 1945 unter dem Titel Chongro („Der richtige Weg“). Am 1. September 1946 erhielt die Rodong Sinmun ihren heutigen Namen. Bis Anfang Juli 2015 sind insgesamt 24960 reguläre Ausgaben erschienen. Die Zeitung erscheint an 7 Tagen die Woche. Zitate aus der Zeitung werden von der Korean Central News Agency (KCNA) und anderen internationalen Medien weiterverbreitet, sie dienen als Quelle für die Beurteilung der Position der nordkoreanischen Führung zu vielen Themen.
Eine typische Ausgabe sieht wie folgt aus:
- erste Seite: Leitartikel, Berichte über die Aktivitäten Kim Jong-uns
- zweite Seite: Artikel zur nordkoreanischen Staatsideologie (Chuch’e, Sŏn’gun)
- dritte Seite: Wirtschaftsnachrichten (Inland)
- vierte Seite: nationale und internationale Nachrichten
- fünfte Seite: Propaganda gegen Südkorea
- sechste Seite: Propaganda gegen die USA und Japan

Der Leitartikel, in dem die PdAK ihre Sicht zu verschiedenen Themen darlegt und auch Weisungen der Führung veröffentlicht, gilt als wichtigster Teil der Zeitung. Wie in vielen nordkoreanischen Medien gibt es keine Rubriken zu Themen der Unterhaltung, wie Lifestyle, Fernsehen, Radio etc. Die Rodong Sinmun wird hauptsächlich an Organisationen wie Schulen, Landwirtschaftsgenossenschaften und andere Arbeitgeber geliefert. Lieferungen an Privatpersonen sind hohen Offiziellen von Partei- und Staatsführung vorbehalten.
Seit dem 16. Februar 2011 verfügt die Rodong Sinmun über einen eigenen koreanisch- und englischsprachigen Internetauftritt, auf dem Artikel ab dem 1. Januar 2011 einsehbar sind. Die Ausgaben der Rodong Sinmun können dort auch als PDF-Dateien eingesehen und heruntergeladen werden.
Seit dem 9. Januar 2012 werden auf der Website der Rodong Sinmun ausgewählte Artikel auch in englischer Übersetzung bereitgestellt.
Die Büros und die zeitungseigene Druckerei befinden sich im zentralen Stadtbezirk Chung-guyŏk.

## Bildergalerie

Logo von Rodong Sinmun
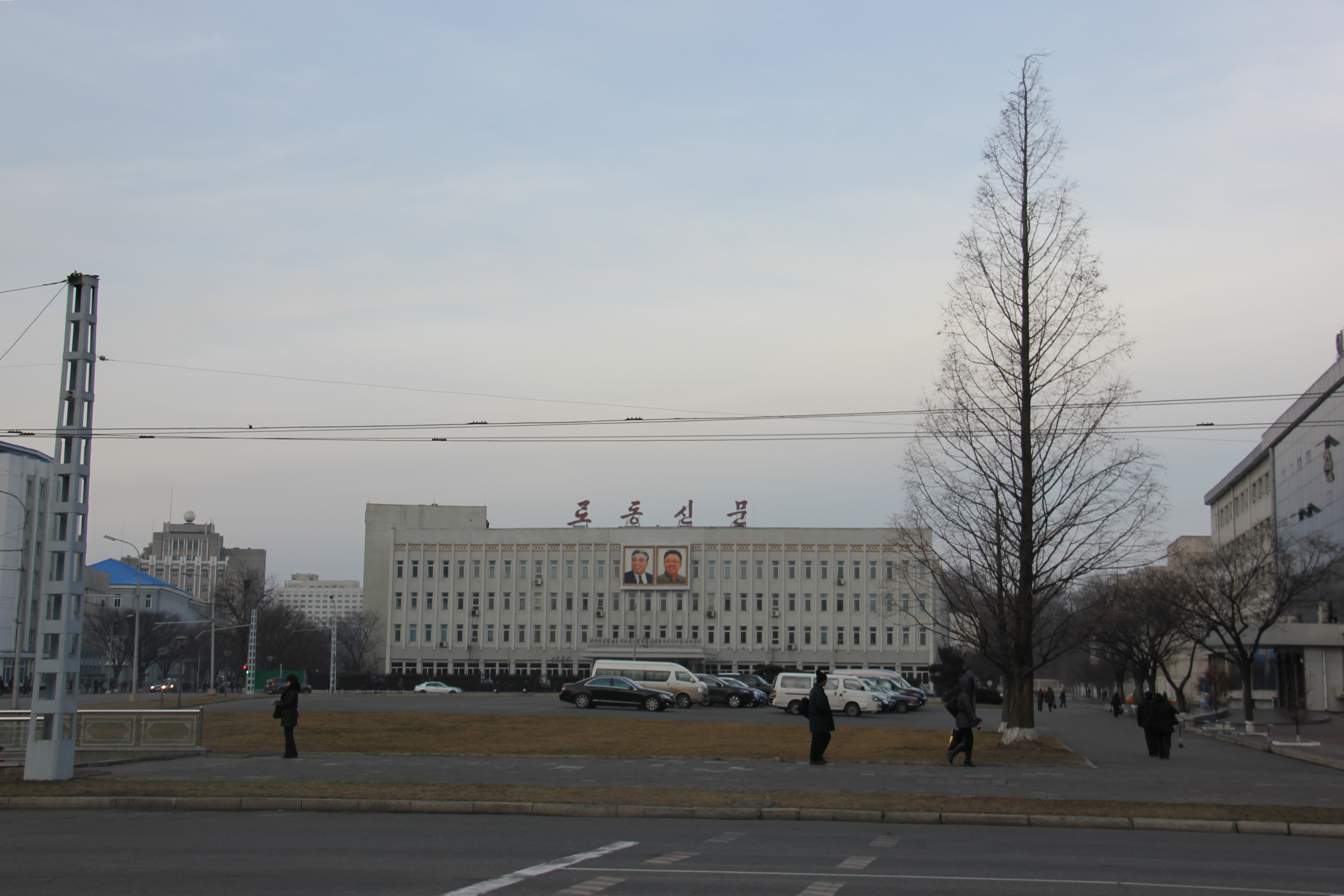
Rodong Shinmun Office (2014)